# Belalcázar
Belalcázar es un municipio español de la provincia de Córdoba, Andalucía. En el año 2024 contaba con 3.099 habitantes. Su extensión superficial es de 355,99 km² y tiene una densidad de 9,37 hab/km². Su término municipal limita; al norte con El Viso y Monterrubio de la Serena; al sur con el de Hinojosa del Duque; al este con El Viso; y al oeste con el de Monterrubio de la Serena. Se encuentra situado en la comarca de Los Pedroches, a una altitud de 488 metros y a 104 kilómetros de la capital de provincia, Córdoba. Hasta 1833 Belalcázar y su comarca formaban parte de la Extremadura castellana.
El castillo de Belalcázar posee el récord de tener la torre del Homenaje más alta de España.

## Geografía

### Ubicación
Belalcázar limita con los siguientes municipios:
| Noroeste: Monterrubio de la Serena (Badajoz) y Cabeza del Buey (Badajoz) | Norte: El Viso          | Noreste: El Viso                                  |
| Oeste: Monterrubio de la Serena (Badajoz)                                |                         | Este: El Viso                                     |
| Suroeste: Hinojosa del Duque                                             | Sur: Hinojosa del Duque | Sureste: El Viso, Villaralto e Hinojosa del Duque |

### Hidrología
Por el término municipal pasan los ríos Zújar y Guadamatilla, y los arroyos de La Jarilla y Caganchas.

## Demografía
Belalcázar cuenta con una población de 3099 habitantes (INE 2024).
| Gráfica de evolución demográfica de Belalcázar entre 1842 y 2021                                                    |
| |
| Población de derecho según los censos de población del INE Población de hecho según los censos de población del INE |

### Población por núcleos
Desglose de población según el Padrón Continuo por Unidad Poblacional del INE.
| Núcleos                     | Habitantes (2014) | Varones | Mujeres |
| --------------------------- | ----------------- | ------- | ------- |
| Belalcázar                  | 3341              | 1615    | 1726    |
| Cachiporro                  | 15                | 7       | 8       |
| Chaparral                   | 28                | 16      | 12      |
| Dehesa de las Alcantarillas | 1                 | 0       | 1       |
| Madroñiz                    | 6                 | 4       | 2       |
| Santa Clara                 | 36                | 9       | 27      |

## Economía

### Evolución de la deuda viva
El concepto de deuda viva contempla sólo las deudas con cajas y bancos relativas a créditos financieros, valores de renta fija y préstamos o créditos transferidos a terceros excluyéndose, por tanto, la deuda comercial.
| Gráfica de evolución de la deuda viva del ayuntamiento entre 2008 y 2019                             |
| |
| Deuda viva del ayuntamiento en miles de Euros según datos del Ministerio de Hacienda y Ad. Públicas. |

La deuda viva municipal por habitante en 2014 ascendía a 430,20 €.

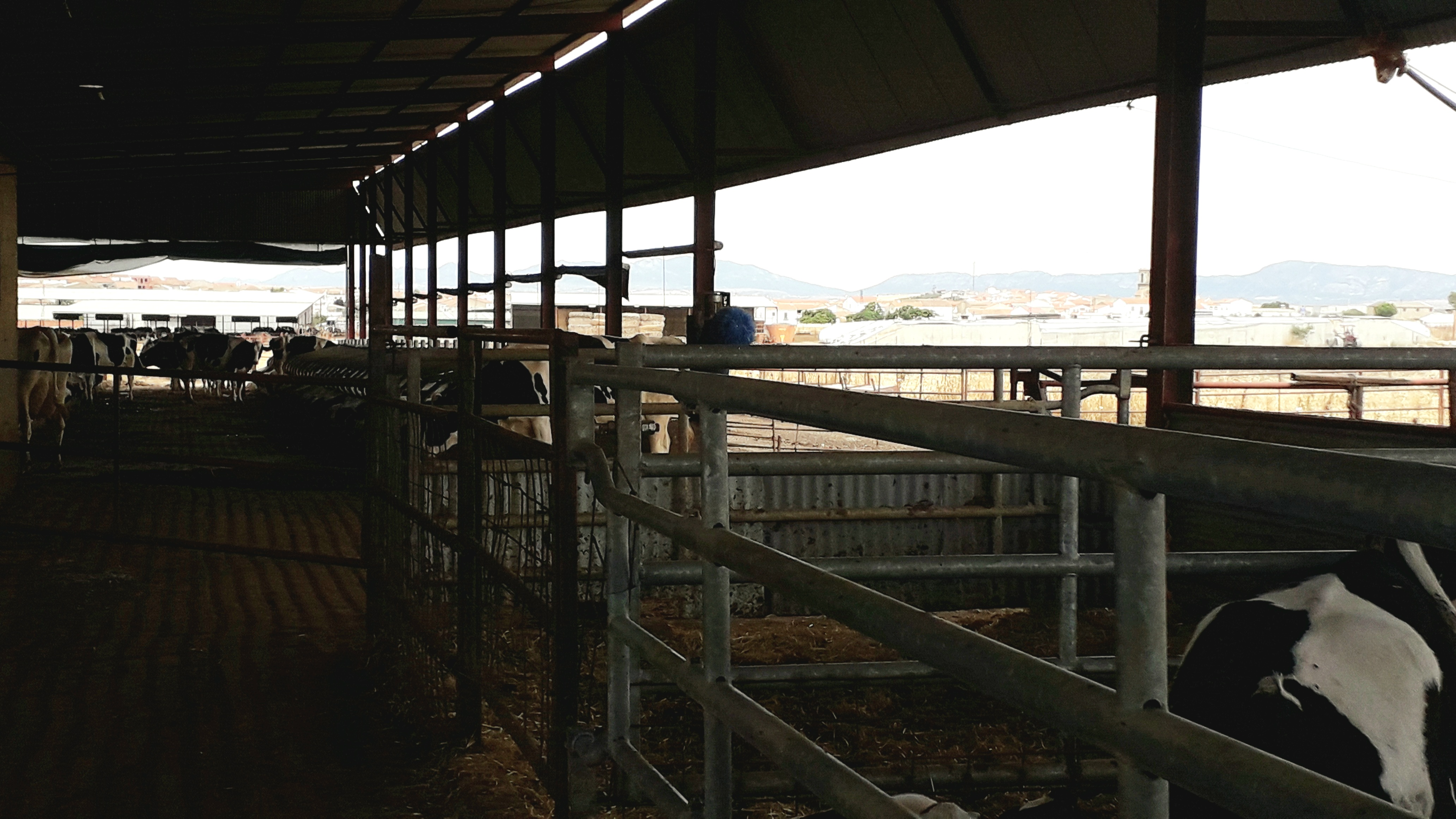
Explotación ganadera cerca de Belalcazar. Junio 2022

## Patrimonio artístico y monumental
Belalcázar figura entre los pueblos monumentales de la sierra de Córdoba, conservándose en ella edificios religiosos y civiles de gran importancia, tanto por su antigüedad como por su arquitectura. Cabe destacar los siguientes:

### Castillo de los Sotomayor y Zúñiga

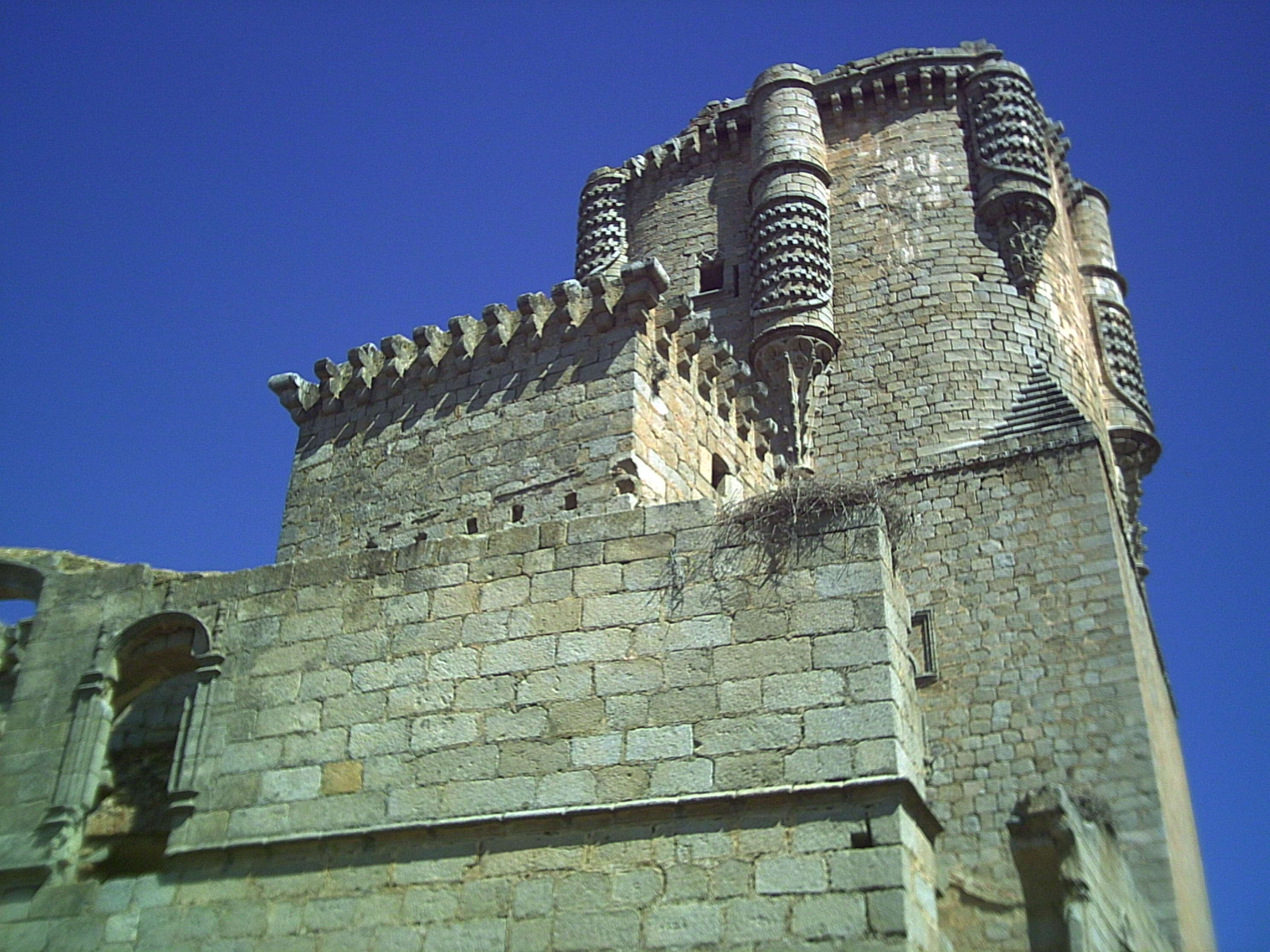
Detalle de la Torre del Homenaje del Castillo de los Sotomayor y Zúñiga desde el estanque de El Pilar

Como principal arquitectura civil situamos el castillo que, ubicado en un característico paraje serrano al norte de la población, siendo uno de los más importantes de la provincia de Córdoba, perteneciente a los condes de Belalcázar, donde tuvieron su residencia, al tiempo que da testimonio, junto con el convento de los franciscanos de la población, del gran papel que estos señores desempeñaron como mecenas de la arquitectura y promotores del gótico tardío.
Parece que en el mismo lugar ya hubo una fortaleza romana, continuada luego en época musulmana, de la que todavía subsiste un importante testimonio en la cerca exterior, que se mantuvo como primera línea de muralla con torres albarranas sobre el arroyo Caganchas.
Dentro de este recinto, y en lo más elevado del montículo, se construye el Bello Alcázar que da nombre a la villa, cuya obra corresponde a la segunda mitad del siglo XV. Esta se llevó a cabo una vez don Gutierre de Sotomayor, maestre de Alcántara, tomó posesión de la fortaleza en 1445, tras serle donada por el rey Juan II. 
El castillo, de excelente cantería de granito, ofrece una disposición cuadrangular, con altos y robustos muros que aparecen jalonados por ocho torres prismáticas, en correspondencia con el centro cada uno de los flancos y las esquinas. Tanto los lienzos de muralla como las torres, se enriquecen en su coronamiento con una apretada línea de modillones que, obviamente, embellecen la imagen del conjunto.
Sin embargo, el sorprendente efecto que produce la fortaleza obedece particularmente a la torre del homenaje, emplazada en el muro oriental con una altura de 47 metros, es la más grandiosa de todas. En sus dos primeros tercios ofrece una disposición cilíndrica al redondearse las esquinas, compensándose esa diferencia a través de unos elementos escalonados de figura piramidal. Se ha relacionado este recurso con el también empleado en la del Clavero de Salamanca, obra de la época, construida por el otro Sotomayor. El rasgo definitivo de este cuerpo alto son las garitas cilíndricas que, alternativamente, largas y cortas, se adosan a los costados y en las esquinas. Sus superficies se aprovechan para unos gigantescos escudos de los Sotomayor con bandas traqueadas. Ello contribuye sobremanera al ornato de la torre, lo mismo que las repisas de los garitones, características del gótico flamígero.

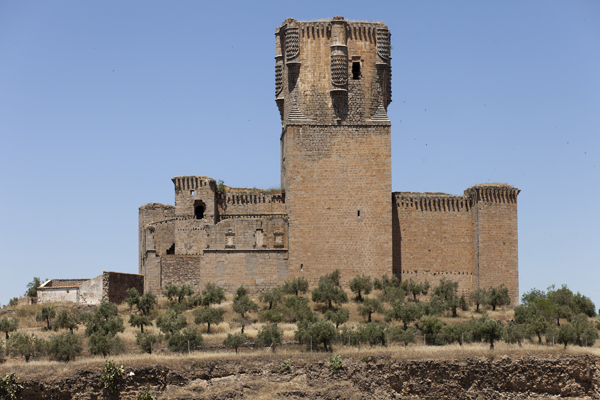
Castillo de los Sotomayor Zúñiga y Madróñiz

Adosado a la fortaleza, bordeando el ángulo desde la torre del homenaje, se levantó un palacio renacentista en 1539 con la supervisión de Hernán Ruiz I y ejecución de un maestro local. El palacio posee una fuerte simbología de carácter humanista (Vid. MOLINERO MERCHÁN, Juan Andrés, Palacio renacentista de Belalcázar. Humanismo del tercer duque de Béjar, Córdoba, Ed. Universidad de Córdoba, 2011). Actualmente se encuentra arruinado, pero aún pueden verse las galas platerescas que embellecen los marcos de sus ventanas, muy parecidas a las que hay en la sacristía de San Juan Bautista de Hinojosa del Duque.

### El Castillo de Madroñiz
Situación
El castillo de Madroñiz se alza sobre un cerro junto al que discurre el río Zújar, en terreno de la localidad de El Viso, al norte de la provincia de Córdoba, y muy cerca de las provincias de Badajoz y Ciudad Real.
Se puede llegar a él desde Belalcázar, tomando la carretera de la Estación. En el kilómetro 12 de esta vía surge un camino que lleva al castillo, atravesando el cauce de poca altura del río, y ascendiendo tortuosamente hasta la fortaleza.
Historia
El castillo de Madroñiz fue construido por los árabes en los siglos XI o XII, aprovechando una antigua población musulmana, y fue utilizado con fines más residenciales que bélicos, aunque originalmente fue un recinto defensivo. Durante mucho tiempo la importancia de este castillo radicaba en ser defensor del único camino que llevaba a Toledo, y pertenecer a una red de comunicación y vigilancia junto con otras fortificaciones del norte de la provincia de Córdoba y de las comunidades limítrofes.
Tras la Reconquista, la historia de esta fortaleza ha estado ligada a personajes famosos, como Pay Arias de Castro y Martín Fernández de Córdoba, perteneciente a la Casa de Aguilar, que luchó durante mucho tiempo por darle vida a sus despobladas posesiones, concediendo importantes ventajas a sus vasallos.
Más tarde pasó a manos de Gonzalo Mejías, séptimo señor del término vecino de Santa Eufemia, al que ha estado siempre muy vinculado. Mejías se casó con una heredera del marquesado de La Guardia, y unieron sus posesiones. Durante siglos, el marquesado de La guardia se ha encargado de cuidar el castillo, e incluso llegó a un acuerdo con el Ayuntamiento de Cabeza del Buey para que los terrenos colindantes al castillo pertenecieran a Córdoba en vez de Badajoz.
Descripción
Al entrar en el recinto se pueden observar una torre, vacía en su interior, y un torreón, ambos cilíndricos. En el primer patio hay varias puertas de madera que conducen a las antiguas caballerizas, hoy día convertidas en un comedor que recrea el ambiente medieval. el techo de esta larga estancia es abovedado y está recubierto de piedra. En el segundo patio se encuentra el aljibe. La torre del Homenaje está dividida en varias plantas.
En interior del castillo ha sido decorado y acondicionado para su habitabilidad. En una de las estancias del primer piso hay un mirador con una columna y un asiento de piedra. En las paredes y techo del salón se conservan cuatro escudos de los Señores de Santa Eufemia, y un dintel de ataurique de influencia toledana.
Estado de conservación
El anterior propietario,  Carlos Montijano Carbonell, hizo una importante restauración en el recinto fortificado. Algunas partes de esta fortaleza se encuentran restauradas y adaptadas para ser habitadas ocasionalmente, aunque hace unos meses la familia Fraga dejaron de alquilarlo.
Protección
Bajo la protección de la Declaración genérica del Decreto de 22 de abril de 1949, y la Ley 16/1985 sobre el Patrimonio Histórico Español. En el año 1993 la Junta de Andalucía otorgó reconocimiento especial a los castillos de la comunidad autónoma de Andalucía.

### Convento de Santa Clara de la Columna

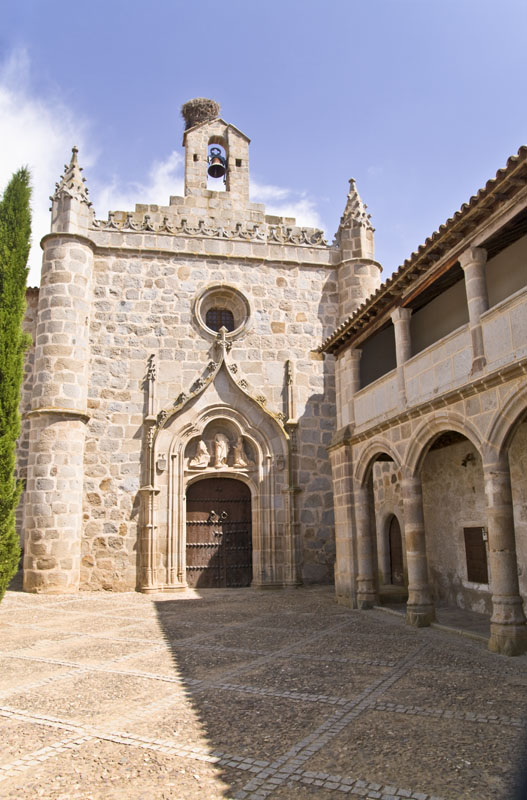
Convento de Santa Clara

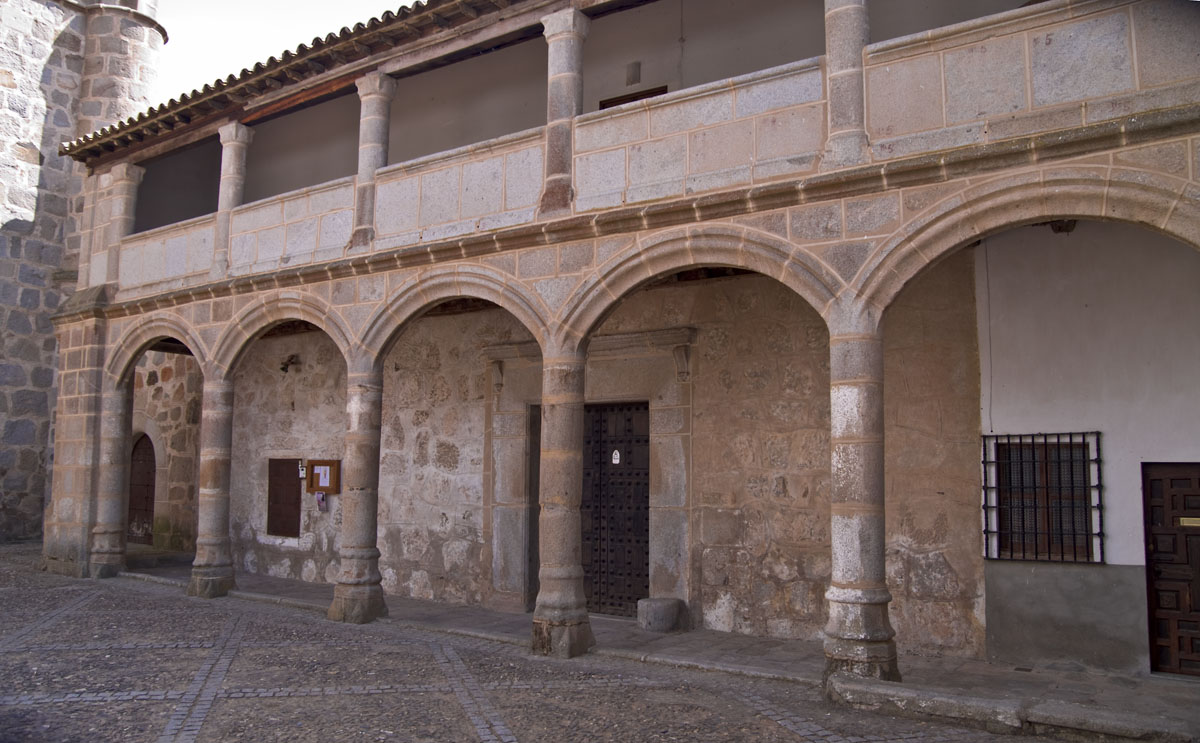
Convento de Santa Clara

Fundado en 1476 por Doña Elvira de Zúñiga como monasterio de varones, se convirtió, tras su muerte en 1483, en cenobio femenino.
Representa uno de los principales conjuntos conventuales de la provincia de Córdoba y, por fortuna, ha llegado hasta el presente sin grandes transformaciones, conservando sus viejas edificaciones del gótico Reyes Católicos. El convento, muy extenso, está constituido por numerosos patios y dependencias que dan lugar a una compleja organización. 
Arropada por estas construcciones se encuentra la iglesia, de nave única con bóvedas de crucería y una estrella para el presbiterio donde figuran, aunque mutiladas, las estatuas de piedra de Cristo, la Magdalena y Santa Clara, obras notables de la cultura hispano flamenca en Córdoba. Todo el conjunto de la portada queda enmarcado por el arco conopial, tan típico de este gótico tardío.
Dependencia no menos importante que la iglesia es el claustro, que luce dos pisos de galerías abiertas, el primero con arcos carpaneles y el segundo adintelado sobre zapatas y con bellos pretiles de primorosas labores góticas. Estas galerías del claustro aún se cubren con artesonados planos, vistosos por sus lacerías y decoración pintada. Otros interesantes artesonados poseen el refectorio y la escalera.(vid. sobre este edificio MOLINERO MERCHÁN, Juan Andrés, El convento de Santa Clara de la Columna de Belalcázar, Córdoba, 2007)

### Ermita de la Virgen de Consolación
La ermita de Consolación tiene su origen en los primeros tiempos de la Reconquista, cuando, Gahet o Gahete, actual Belalcázar, fue conquistada por las tropas de Fernando III antes del 9 de septiembre de 1236. Su repoblación cristiana se emprendió a partir del último tercio del siglo XIII. Nada sabemos de quienes fueron sus alarifes o arquitectos ni los patrocinadores de su construcción. D. Luis María Ramírez escribió, hacia el año 1840, lo siguiente: 

"La actual ermita de Ntra. Sra. de Consolación fue iglesia de la aldea de Coslada, la cual existía aún en 1411. En lo antiguos se celebraba, el 8 de septiembre, una feria más en la fecha que se celebra solamente una velada, para lo que tiene alrededor de la iglesia portales en tres lados. El dicho día se hace una función costeada por la piedad de los fieles. Esta ermita es muy visitada por los vecinos de la villa y de Hinojosa, principalmente los sábados de marzo en que por tradición se ganan muchas indulgencias. En tiempos de necesidad por falta de lluvia y otras, es llevada la imagen de ésta Señora a la parroquial de Belalcázar donde se hacen rogativas. Su construcción y retablo denotan ser del siglo XIV ó XV".

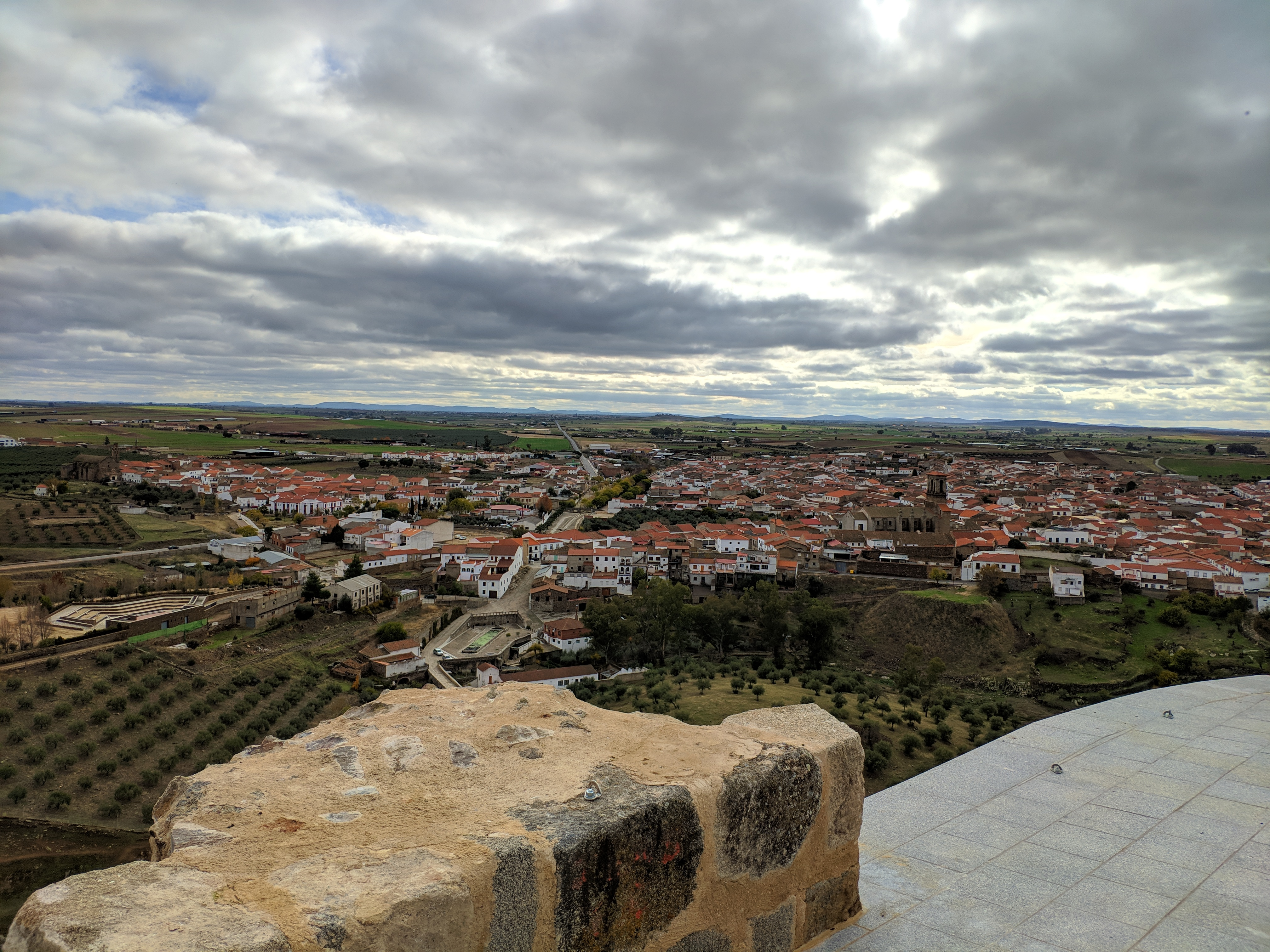
Vista de Belalcázar

Información oral llegada hasta nuestros días, referente a las décadas de los años veinte y treinta del pasado siglo XX, nos dice que ésta romería, por aquellos años, solía ser más concurrida que la de la Alcantarilla. La gente acudía en familia desde los poblados campos del entorno. Se bailaban jotas acompañándose los cánticos con las palmas. Se ponían puestos de venta, siendo característicos los de melocotones que se cultivaban en las huertas, con vino y melocotón se invitaba a los conocidos y amistades. 
Terminada la romería en la ermita, se trasladaban la fiesta y los bailes, ya por la noche, a la calle de la “Velá”, actualmente calle de Fray Juan de la Puebla, en el Marrubial. 
En los años inmediatos a la posguerra, para homenajear a la Virgen en introducir esplendor al inicio de la feria y fiestas de Belalcázar, se implantó la costumbre de traer la tarde del 15 de agosto, la imagen de la Virgen de Consolación a la parroquia, en la que permanece hasta volver a su ermita el 8 de septiembre. Para este traslado se colocaron, distribuidas a lo largo del recorrido, cuatro mesas de piedra, en las que se pone la imagen mientras descansan los romeros. 
Se mantiene la devoción de los sábados de marzo, durante los cuales se abre la ermita para quienes desean velar o acompañar a la virgen con rezos y cánticos hasta después de la misa de la tarde. También es costumbre actual, la invitación a un vaso de melocotón macerado con vino de pitarra que hace la cofradía a todo el que quiera acercarse. 
Características de la ermita: 
Los estudios realizados nos dicen que, en la actualidad su aspecto general obedece más a una reforma de fines del siglo XV o principios del XVI en que se añade un ábside gótico cubierto por crucería simple y se levantan gruesas columnas o más bien pilares cilíndricos sobre basamentos de tipo gótico que sostienen una de las arquerías. También los arcos formeros, todos rebajados, deben proceder de esta reforma. 
La iglesia es de tres naves con arcos muy rebajados. En su construcción actual hay aprovechados grandes pinares monolíticos, de sección cuadrada con toscos cimacios cuyo origen es posible que se remonte a la mayor antigüedad así como algunos muros y arcos de medio punto excesivamente encalados (para su apreciación) que pudieran proceder de la ermita levantada a raíz de la Reconquista. Los arcos que quedan sin encalar muestran su estructura, típicamente serrana, a base de dovelas de muy poca altura y mucha anchura. 
A los pies como la ermita de la Alcantarilla tiene ventana en lugar de puerta. La puerta lateral (que da al norte) es de arco de medio punto y formada por grandes piedras sin moldurar, con apariencia románica. La otra puerta lateral, que se abre al sur, es más baja y, en lugar de arco, lleva un dintel de finas molduras. 
Su amplio tejado cubre la iglesia y los dos pórticos laterales, el tejado del pórtico está arrimado a hasta el hastial de los pies. Emergiendo de los tejados aparece la espadaña con campana, que se asienta sobre arco transversal que se alza, en el interior de la ermita a unos metros de ese hastial de los pies. 
Llama la atención un pequeño pilar de refuerzo, de piedra pizarrosa aplicado a un cargadero de madera, que ha cedido, en el pórtico de los pies: procede de las tumbas que hay en el cementerio junto a la iglesia, cuyas sepulturas de losas de granito aún pueden verse por suelo. 
Las dimensiones de la planta de la ermita de Consolación son las mismas que las de la Alcantarilla, presentando, exteriormente, una estampa similar por sus enormes faldones de tejados y pórtico que las rodea. Es un interesante ejemplo de ermita rural de peregrinación con indudable presencia de lo medieval. En la ermita de Consolación se reunieron el 23 de julio de 1472 los concejos de Belalcázar e Hinojosa para redactar unas ordenanzas que regularan el aprovechamiento de pastos. 
Arreglos en la ermita desde la posguerra hasta final de siglo. 
El retablo del siglo XIV o XV así como la imagen de Ntra. Sra. de Consolación que lo presidía, se destruyeron durante la guerra civil. Personas del pueblo que todavía los recuerdan por haberlos visto, nos dicen que el retablo era dorado de pan de oro y que la imagen era pequeña y estaba revestida. Había también una verja de hierro forjado que protegía el presbiterio y un púlpito. 
Pasada guerra civil, se compró en el año 1942 una imagen de escayola de la Virgen de la Consolación, que costó 1200 pts. y se instaló en una hornacina lisa y encalada presidiendo el frontal de la pared del presbiterio. 
En los años de 1960 se arreglaron algunos tejados de la ermita, se abrieron las dos ventanas laterales elevadas que dan luz al presbiterio y se sustituyeron en el pórtico norte los cargaderos de madera por viguetas de cemento. También se eliminó una viga de madera polícromada como la de los artesonados del Castillo o de Santa Clara, de la que pendía una lámpara. 
En el año 1993 fue robada esa imagen de escayola y otros objetos, como una vinajeras de plata, candelabros y maceteros bronceados. Este mismo año se encargó la actual imagen de la Virgen, de madera tallada, al escultor franciscano Francisco Javier en su taller del convento de San Antonio en Sevilla. 
Para acoger ésta nueva imagen de la Virgen de Consolación se construyó la actual hornacina bordeada de piedras de granito con la arista biselada en cuyo marco sobrepasan en altura los sillares de imposta y clave, como en forma de cruz. La repisa de la hornacina sobresale de la pared en forma de concha con estrías exteriores. Al mismo tiempo se sustituyó la precaria mesa de altar por la actual, compuesta de dos piezas de granito: tablero y pie. 
Con ocasión de estas obras, al tratar de reparar unos desconchones en el frontal de la capilla, desde antiguo llamada de la Purísima, se descubrieron bajo la gruesa capa de encalado, unas pinturas góticas polícromadas. El cuadro ocupa todo el frontal y está representado por tres personas adultas de piel y un niño agachado. Su colorido está deteriorado pero el dibujo se conserva en buen estado. 
Tanto el proyecto como la ejecución de estas obras se debe al Hermano Mayor de la Cofradía y experto maestro albañil, Dionisio Núñez Hidalgo. Muchas de las piezas de granito empleadas han sido donadas y a veces labradas desinteresadamente por los canteros del pueblo. En el presente año 2002 deja su cargo tras 27 años de abnegada y desinteresada labor en favor de la conservación del recinto sagrado y favoreciendo tanto las tradiciones de la religiosidad popular como las festivas. Labor que se verá continuada y acrecentada por el Hermano Mayor que sustituye Manuel García Medina.

### Puente romano
Conocido en la población con el nombre de puente romano de San Pedro, en el camino de la Mesta, parece, por su aspecto actual que fue obra del Renacimiento. Sobre él pasaba una calzada romana de carácter secundario que enlazaba el Balneario romano de Santa María de la Selva.

### Iglesia parroquial de Santiago el Mayor

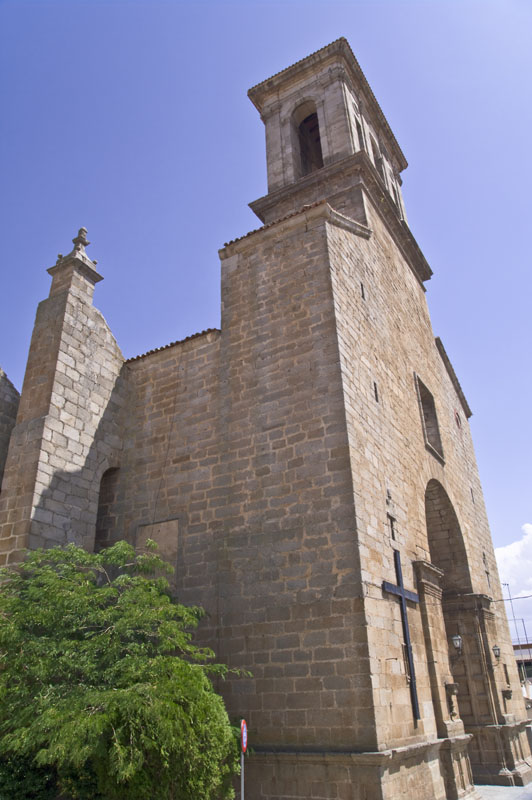
Iglesia de Santiago el Mayor

Instituida en 1272, parece que en principio tuvo un templo bastante reducido, lo que obligaría a que de construyese una nueva iglesia, cuya obra se ha relacionado con Hernán Ruiz II, aunque su dilatada realización supone, lógicamente, la intervención de otros maestros y, de hecho se da el nombre de Juan de Ochoa para alguna construcción tardía del edificio. 
Se inició en 1559 y treinta años después se hallaba a medio construir, lo que explica que no se pusiera fin a su construcción hasta el siglo XVII, correspondiendo a esta última fase la parte de los pies: la fachada, torre y portada. Dada la cronología, no se eligió el estilo medieval que se mantuvo vigente hasta el siglo XVI. Con un espíritu más tridentino, se prefirió para el templo una disposición que permitiera una mayor unidad espacial y, consecuentemente, mejor visión y audición, concibiéndose como una gran nave con capillas laterales alojadas entre los contrafuertes.

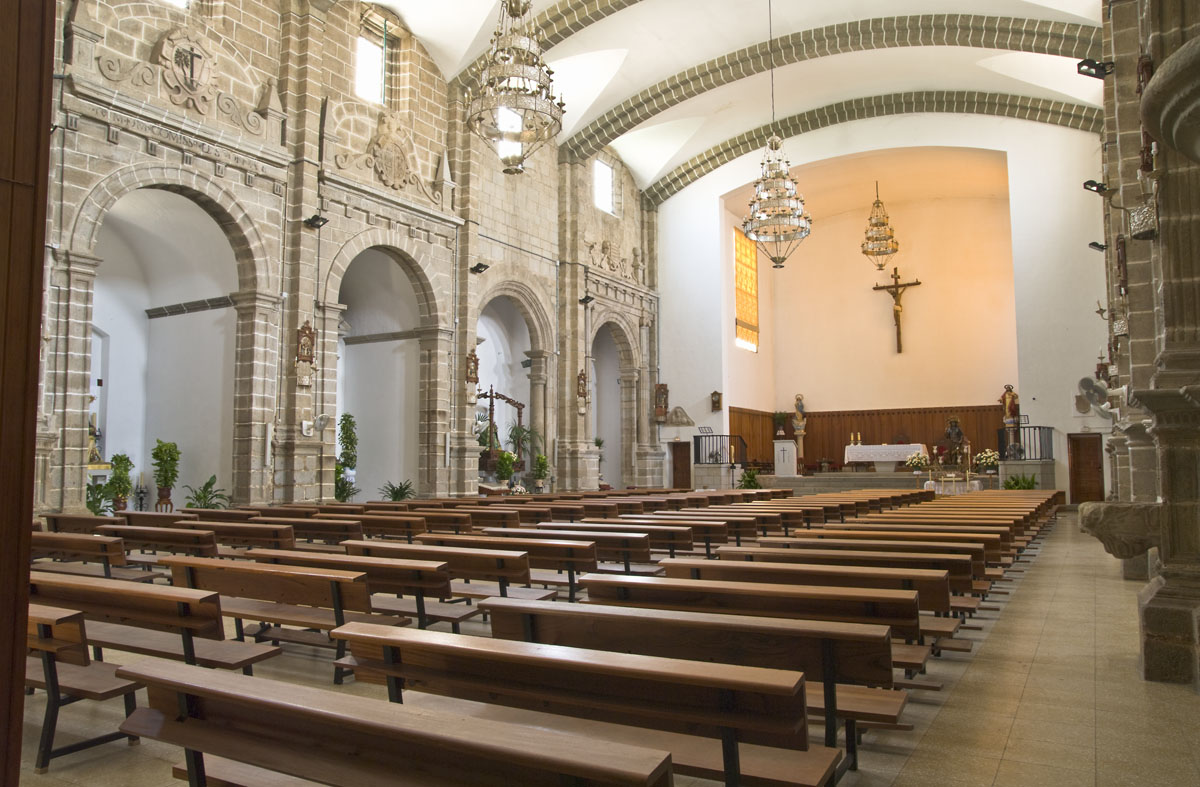
Interior de la iglesia de Santiago el Mayor de Belálcazar

Su amplio interior de cantería ha perdido mucho al desaparecer la primitiva bóveda y la cabecera en forma de exedra semicircular. No obstante, siguen hermoseando en dicho interior las bellas portadas del Seisciento que se conservan en las entradas de algunas capillas.
El exterior resulta muy espectacular, con el largo buque de galería jalonado lateralmente por una apretada sucesión de contrafuertes, como si fuera un templo gótico catalán.
A los pies, su desnuda fachada se remata en un gallardo cuerpo de campanas muy clasicista. Se estructura mediante el conocido esquema de la Serliana, es decir, un vano de medio punto se acompaña de otros adintelados, todo ello articulado por pilastras toscanas. su dependencia respecto del campanario de la torre de la catedral de Córdoba y, sobre todo, al de la iglesia de San Juan Bautista de Hinojosa del Duque, no puede pasar desapercibida y justifica el que se haya pensado en Juan de Ochoa como el autor del proyecto. La torre está inconclusa, dado que el proyecto contemplaba un piso más de altura.
Bajo la torre se abre un profundo nicho que cobija la portada. Ésta, de noble composición, se distingue por su pareja de columnas jónicas, las cuales soportan un frontón curvo roto con pequeñas volutas. Todo esto hace de la iglesia una importante muestra de la arquitectura cordobesa entre los siglos XVI y XVIII.
Entre los singulares privilegios de que goza esta iglesia, merece mención especial, por ser el único en la Cristiandad, el jubileo concedido por Pío IV el 15 de mayo de 1564 a petición del belalcazareño Fray Miguel de Medina, durante su magnífica actuación en Roma. En virtud de este privilegio se alcanzan las mismas indulgencias y gracias espirituales que durante el Año Santo se obtienen visitando la ciudad eterna, con la particularidad en favor de Belalcázar de poder alcanzarse dicho beneficio durante dos días de cada año: la Asunción de Nuestra Señora y la Dedicación de San Miguel.
A la parroquia hay que unir dos conventos franciscanos de finales del siglo XV, ambos fundados por los condes de Belalcázar.

### Convento de San Francisco de los Mártires
Fue fundado en 1486 por bula de Inocencio VIII para que en él habitaran los frailes desplazados de Santa Clara.
De él sólo subsiste la iglesia, hoy abandonada, de nave única y grandiosa, con cuatro arcos apuntados. Dichos arcos arrancan del propio suelo, y están construidos con piedra de granito. Su bóveda es de medio cañón y la pequeña cabecera es rectangular.
La fachada principal de la iglesia, que mira al pueblo, presenta dos órdenes, el inferior de medias columnas, y el superior con pilastras, rematado por un escudo que combina con las armas de los Sotomayor y Enríquez.
Dentro de la iglesia, en la parte del evangelio, se encuentra una lujosa capilla del siglo XVI, que sobresale del conjunto ruinoso, dado que se conserva relativamente bien. Presenta portada plateresca y una cúpula bastante plana decorada en círculos, atribuida a Hernán Ruiz el Viejo. 	
Es del siglo XV y constituye un testimonio claro de las obras que, con posterioridad a la fundación, se practicaron en el templo, aunque todavía pueden verse rasgos góticos que avalan la antigüedad del edificio.

### Ermita de Ntra Sra de Gracia de Alcantarilla
La ermita de Nuestra Señora de Gracia de Alcantarilla, en Belalcázar, pertenece a la tipología de ermitas rurales serranas, frecuentes en la comarca y con cierto parentesco tipológico con las de Extremadura y Castilla. Su interés se acrecienta al ser destino de una romería (alberga a la patrona de la localidad) que se celebra cada año en el último fin de semana del mes de abril, por lo que al interés histórico, la ermita reúne unos indudables valores etnológico. 
Edificada sobre un conto romano y primitivo castro ibérico (posiblemente su nombre debe aludir a la proximidad de un puente) en un cerro junto al río Zújar, en la carretera CO-450 de Belalcázar a Monterrubio de la Serena, a 20 km de Belalcázar. 
Se fecha de construcción data de fines del siglo XV y principios del siglo XVI (añadido de ábside).

### Hospital de San Antonio de Padua
Situado en la plaza de la Constitución. Actualmente es la Casa de la Cultura. Fue fundado por la iniciativa de varios vecinos en el siglo XV. En este hospital se instaló la escuela de Cristo y desde 1676 ha servido de hospedería; al término de la Guerra Civil sirvió de escuela.

### Casa consistorial

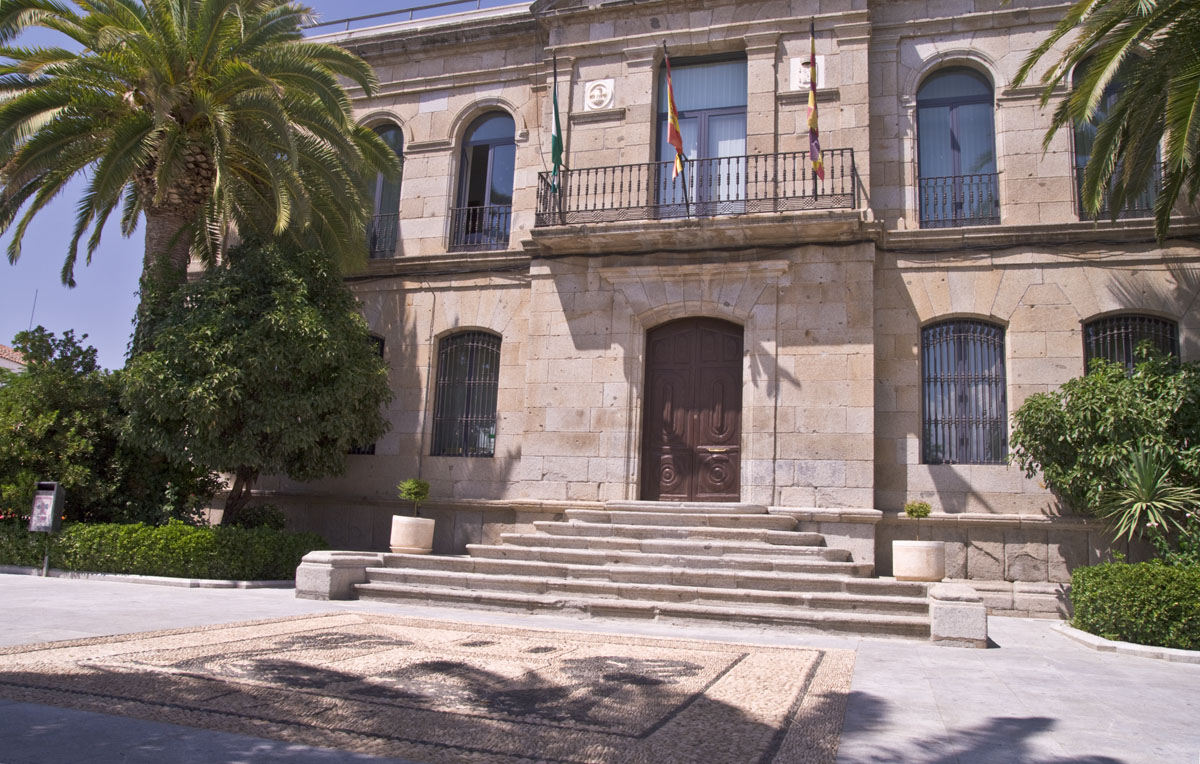
Casa consistorial de Belálcazar

Situado en la plaza de la Constitución. Data del siglo XIX, y es posiblemente obra del arquitecto cordobés Rafael Luque y Lubián.

### Antiguo Pósito
A falta de un estudio previo del edificio que recabe la posible información acerca de este pósito, únicamente se pueden recoger los testimonios que han pasado de generación en generación. En el Catálogo Artístico y Monumental de la provincia de Córdoba (t. 1, p. 232) se fecha en el siglo XVI, datación que corroboran los autores del libro "Pósitos, Cillas y Tercias de Andalucía" (p. 207) que concretan más: en el reinado de Felipe II (1556-1598). En efecto, la portada, aunque de fuertes resabios goticistas, es muy típica en el norte de la provincia en fechas tan avanzadas como la dicha, por el retraso con el que llegó a la zona el Renacimiento y la pervivencia del gótico, de fuerte arraigo. Bien es verdad que en el primer cuerpo descrito, justamente el que encontramos nada más franquear la portada, tiene ya bóvedas de cañón y de arista, más en consonancia con fechas más tardías, ya a partir del XVII, pero cabe la posibilidad de que obedecieran a una reforma. Sin embargo, los soportes y bóvedas del segundo cuerpo sí que parecen responder a la época primigenia del edificio. Sobre todo, el tipo de columnas y capiteles los encontramos en otros edificios históricos de Belalcázar, como el convento de Santa Clara de la Columna, fundado en 1483, pero edificado en esencia a lo largo del XVI.
Estilísticamente, la composición de la portada se podría emparentar con modelos toledanos, lo cual no deja de tener cierta lógica, teniendo en cuenta las relaciones de esta zona norteña de la provincia con el sur de la cercana Extremadura, especialmente a partir de la Baja Edad Media, a través de los caminos de trashumancia que interconectaban una amplísima zona. No hay que olvidar la relación de la familia condal ¿condes de Belalcázar y posteriormente, en el XVI, duques de Béjar- con el valle de la Serena (al este de la provincia de Badajoz), hasta donde se extendían sus dominios. Influencias toledanas también son perceptibles en el magnífico convento de Santa Clara de la Columna, en la propia Belalcázar, fundación de los condes.
En cuanto a la evidente diferenciación entre los dos núcleos principales que conforman el conjunto del pósito, hoy día, careciendo de datos históricos que lo atestigüen, nos atrevemos a apuntar que pudo deberse a una separación de los productos que se almacenaban en cada uno de los dos y, posiblemente, incluso a una reforma. Mientras que parece más lógico que el primero, contiguo a la portada y con unas cámaras abovedadas debajo, sirviera para almacén de grano, por la cuestión del aislamiento de la humedad, la otra parte pudo haber sido utilizada para vino o aceite. Habrá que esperar los resultados de futuras investigaciones que lleven a aclarar de forma más segura el porqué de la diferencia entre ambos espacios.
Se aprecian dos momentos importantes en la historia del pósito de Belalcázar: el de fundación en el siglo XVI y una ampliación en la siguiente centuria. Después, pocas reformas parece haber sufrido y si las hubo, no han desvirtuado el carácter primigenio de su estructura, por lo que se manifiesta hoy como uno de los ejemplares mejor conservados en la provincia.
Entre los usos que ha tenido, aparte de pósito, se sabe que en el siglo XIX, durante una época, albergó al Ayuntamiento; también ha servido de escuela, plaza de abastos, hogar juvenil, museo, casa de la juventud y, ahora, casa de cultura.

### Casas señoriales
Existen en Belalcázar algunas casas señoriales, marcadas con escudos nobiliarios en su fachada, destacando la del escritor y periodista Andrés García de la Barga y Gómez de la Serna (Corpus Barga), llamada Casa Grande, típico inmueble dieciochesco, hoy arruinado, con fachada articulada en dos cuerpos por orden gigante de pilastra y vistosa portada- balcón, todo ello de piedra local, destacando sobre paramentos encalados. 
También destaca la casa de la administración de los Osuna, con fachada de granito y escudos procedentes del Castillo, posee en su interior artesonados planos muy parecidos a los que encontramos en el Convento de Santa Clara. Y otras muchas distribuidas por la localidad. 
Otros monumentos: 
- Rollo de Justicia, de granito con escudo, recientemente restaurado y vuelto a colocar en la vía pública.
- Fuente del Pilar, del siglo XVI, desde donde se tiene una panorámica del castillo.
- Antiguos lavaderos, próximos a la fuente del Pilar, el puente y a unos centenares de metros del castillo.
- Antigua Fábrica de Harinas. En un extremo del pueblo destaca éste edificio de finales del siglo XIX, interesante ejemplo de arquitectura industrial de la comarca.
- Monumento al "Tercio del Casco de Granada". El cañón. Es un monumento creado recientemente ( 2024/2025) sobre el pilar del antiguo depósito de aguas del municipio y acompañado de la perceptiva información histórica con paneles.

### Ermita de San Sebastián
Conocida con el nombre de " El Santo", que fue construida en el siglo XIII, sobre un castro ibérico. Es, quizás, la ermita más antigua de la "Era Cristiana" con la que cuenta el municipio. Aquí fue bautizado el conquistador.

## Fiestas

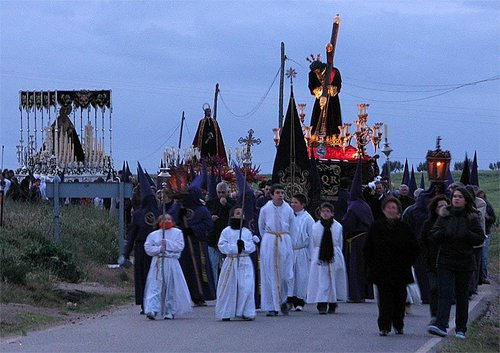

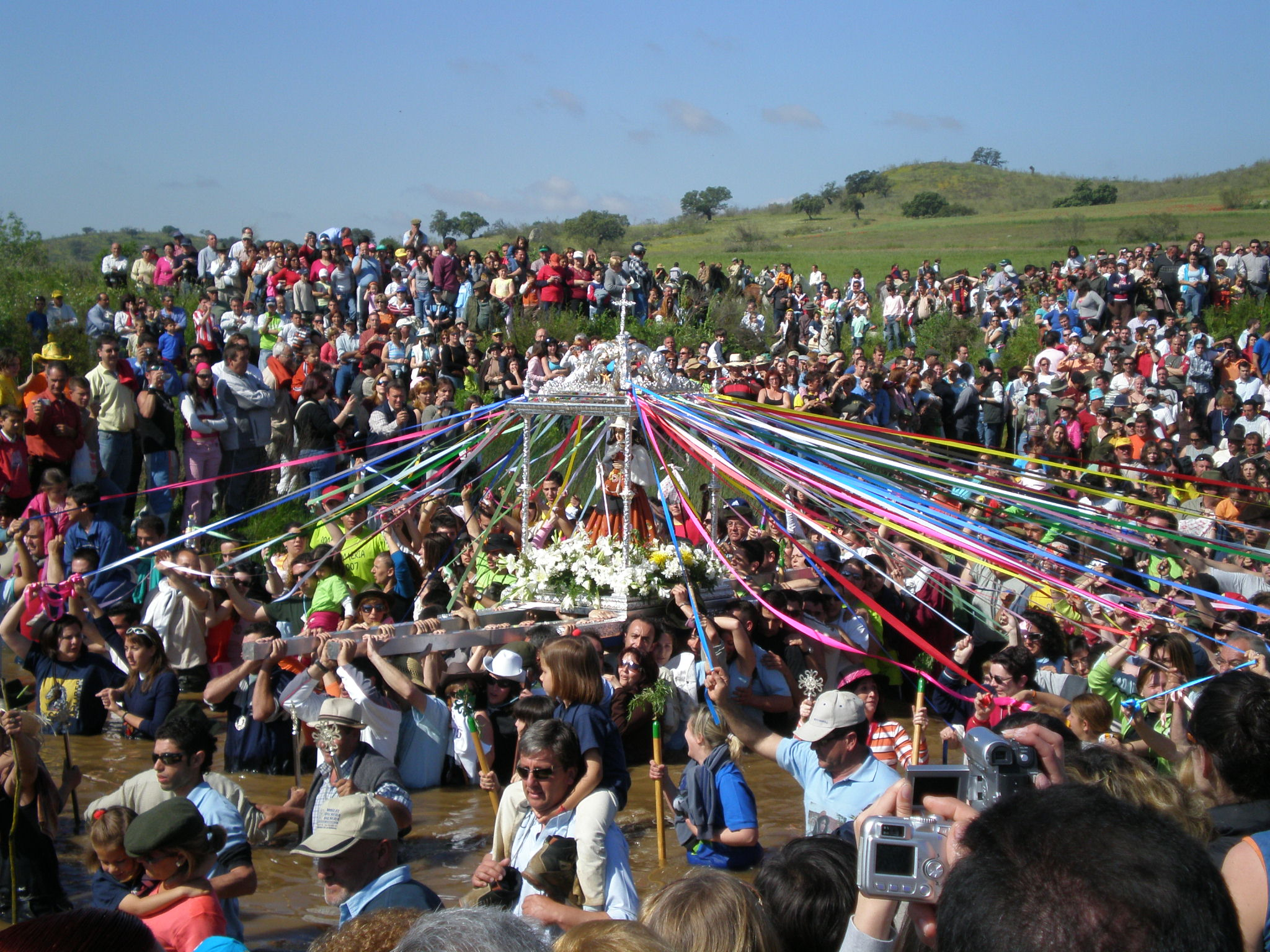

La primera fiesta del año es la romería de San Antón que se celebra el último domingo de enero. La tradición manda dar tres vueltas a la ermita para que no nos duela la barriga el resto del año. Luego también es tradición comer migas. A primeros de febrero da lugar la fiesta de "Las Luminarias", donde cada barrio pone en sus calles una gran luminaria y se invita a los vecinos del pueblo a una verbena. Luego llegan los carnavales y el popular entierro de la sardina donde los vecinos de Belalcázar se visten de luto para acompañar al ataúd donde va la sardina, esto ocurre el Miércoles de Ceniza. 
El último fin de semana de abril es la romería de Nuestra Señora de Gracia de la Alcantarilla, una de las más importantes del Valle de Los Pedroches y una de las más importantes de España, con más de 800 años de historia. Miles de romeros se dirigen el sábado a primera hora de la mañana a las inmediaciones de la ermita. A las 12 de la mañana se produce la ofrenda de flores donde decenas de personas le muestran su cariño a la "Chiquinina", como popularmente se la conoce a la patrona de Belalcázar, regalándole grandes ramos de flores. Por la noche se produce la misa en las inmediaciones de las ermita donde acompañan a la virgen centenares de personas, tras la misa los caminos de la ermita se convierten en una gran serpiente de antorchas donde la virgen va a ver a todos sus devotos, mientras al lado del río Zújar se ve gran número de fuegos artificiales cuando la virgen entra en la ermita comienza la verbena en las casetas. Al amanecer comienza la misa romera, tras finalizar esta, comienza el largo camino de la "Chiquinina" a su pueblo en el que miles de romeros acompañan a la virgen a pie. Su primera parada la hace en el río Zújar donde las andas de la virgen son adornadas con decenas de cintas de colores, las cuales cogen los romeros. Tras este descanso la virgen cruza el río Zújar donde sus devotos se mojan hasta el pecho para que ni una gota de agua moje a la "Chiquinina". Después la virgen llega a "Las Lastras" donde tiene un altar en el cual pasa el resto del día hasta las 6 que emprende otra vez su camino. Al llegar a la localidad la virgen espera en la fuente vieja hasta la 10 y media, hora en la que todas las cofradías de la villa y decenas de mujeres ataviadas con trajes típicos, le dan la bienvenida acompañada de una agrupación musical en la procesión. Hasta la iglesia las calles de esta localidad son adornadas con banderines y pancartas, indicándole el camino a la madre de Dios. Al llegar a la plaza miles de romeros esperan ansiosos por ver la llegada de su patrona, desde el balcón del ayuntamiento miles de pétalos son arrojados a las andas de la "Chiquinina". Después un gran castillo de fuegos artificiales, pone el broche final a estos dos días de fiesta en los cuales los/las belalcazareños/as y los/las visitantes han vivido grandes momentos de emociones, junto a la madre de Dios. Al entrar la virgen en la iglesia se le canta la salve y se produce el besamanto a la patrona. Todos los domingos de mayo la virgen vestida de reina recorre las calles de la localidad.
A primeros de mayo comienzan las cruces donde todas las calles y casas son engalanadas con cruces que los vecinos han ido elaborando a lo largo del año.
El 15 de agosto, coincidiendo con la Feria de San Roque, es la entrada triunfal de Nuestra Señora de Consolación donde cientos de caballos acompañan a la reina de la dehesa hasta la iglesia de santiago el mayor. EL 16 de agosto es la procesión de San Roque, patrón de la villa. El 20 de agosto se da por finalizada la feria, donde el cielo se ilumina con el esplendor de los cohetes. El 8 de septiembre, es la romería de Nuestra Señora de Consolación, a primeras horas de la mañana, la virgen sale del pueblo hasta su ermita, al llegar allí, comienza la verbena, con baile concursos de caballos, de cucaña y su tradicional vaquilla, donde se sueltan a dos vaquillas y los mozos las van toreando. El primer domingo de octubre, tiene lugar el traslado de la Virgen de la Alcantarilla, tras 6 meses vuelve a su ermita acompañada por los romeros.

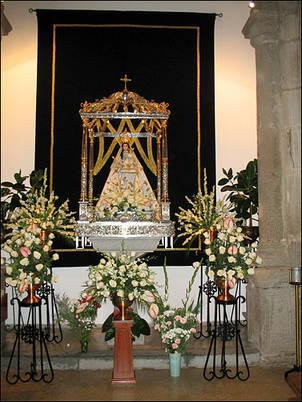
Nuestra Señora de Gracia de Alcantarilla, patrona de Belalcázar. Parroquia de Santiago el Mayor de Belalcázar, Córdoba.

## Gastronomía
- Ajoblanco
- Pies lampeados
- Torta de Andalucía
- Flores de almendra, Eses y Repelados (Monjas de Sta Clara)
- Borrachuelos
- Gazpacho andaluz
- Torrijas
- Papas
- Fideos con miel
- Huevos duros
- Gachas
- Ajo-huevo
- Ajo-bacalao
- Albóndigas de Rosa
- Migas Extremeñas
- Rebanadas con Vino de Pitarra
- Moje de Naranjas con Aceite de Oliva y Azúcar
- Refresco de Vinagre, Agua y Azúcar

## Ciudades hermanadas
- Belalcázar, Colombia.[8]
- Muchamiel, España (2011)
- Puebla de Alcocer, España (2015)